# Circuit Franco-Belge 2024
De 83e editie van de wielerwedstrijd Circuit Franco-Belge vond plaats op 29 mei 2024. De wedstrijd startte in Doornik en finishte 190,6 kilometer later in Mont-de-l'Enclus. De wedstrijd maakte deel uit van de UCI ProSeries, met de categorie 1.Pro, en de Lotto Cycling Cup. De Eritreër Biniam Girmay won de sprint van een uitgedund peloton.

## Uitslag
| Plaats  | Naam              | Ploeg                  | Tijd     |
| ------- | ----------------- | ---------------------- | -------- |
| Winnaar | Biniam Girmay     | Intermarché-Wanty      | 4u37'52" |
| 2       | Axel Zingle       | Cofidis                | z.t.     |
| 3       | Marc Hirschi      | UAE Team Emirates      | z.t.     |
| 4       | Jenno Berckmoes   | Lotto Dstny            | z.t.     |
| 5       | Emilien Jeannière | TotalEnergies          | z.t.     |
| 6       | Vincenzo Albanese | Arkéa-B&B Hotels       | z.t.     |
| 7       | Pau Miquel        | Kern Pharma            | z.t.     |
| 8       | Matyáš Kopecký    | Novo Nordisk           | z.t.     |
| 9       | Eduard Prades     | Caja Rural-Seguros RGA | z.t.     |
| 10      | Kaden Groves      | Alpecin-Deceuninck     | z.t.     |
| 11      | Fabio Christen    | Q36.5                  | z.t.     |
| 12      | Joel Nicolau      | Caja Rural-Seguros RGA | z.t.     |
| 13      | Jonas Abrahamsen  | Uno-X Mobility         | z.t.     |
| 14      | Rasmus Tiller     | Uno-X Mobility         | z.t.     |
| 15      | Fredrik Dversnes  | Uno-X Mobility         | z.t.     |
| 16      | Filippo Baroncini | UAE Team Emirates      | + 7"     |
| 17      | Sjoerd Bax        | UAE Team Emirates      | + 12"    |
| 18      | Lorenzo Rota      | Intermarché-Wanty      | z.t.     |
| 19      | Liam Slock        | Lotto Dstny            | z.t.     |
| 20      | Axel Huens        | TDT-Unibet             | z.t.     |

Ronde van Valencia ·
Figueira Champions Classic ·
Ronde van Oman ·
Clásica de Almería ·
Ronde van de Algarve ·
Ruta del Sol ·
Ardèche Classic ·
Drôme Classic ·
Kuurne-Brussel-Kuurne ·
Trofeo Laigueglia ·
Nokere Koerse ·
Milaan-Turijn ·
GP Denain ·
Bredene Koksijde Classic ·
Grote Prijs Miguel Indurain ·
Scheldeprijs ·
Brabantse Pijl ·
Ronde van de Alpen ·
Ronde van Turkije ·
Grote Prijs van Plumelec ·
Tro Bro Léon ·
Ronde van Hongarije ·
Vierdaagse van Duinkerke ·
Boucles de la Mayenne ·
Ronde van Noorwegen ·
Circuit Franco-Belge ·
Brussels Cycling Classic ·
Dwars door het Hageland ·
Ronde van België ·
Ronde van Slovenië ·
Ronde van het Qinghaimeer ·
Ronde van Wallonië ·
Arctic Race of Norway ·
Ronde van Burgos ·
Ronde van Denemarken ·
Ronde van Duitsland ·
Maryland Cycling Classic ·
Ronde van Groot-Brittannië ·
Grote Prijs van Fourmies ·
GP Industria & Artigianato-Larciano ·
Coppa Sabatini ·
Grote Prijs van Wallonië ·
Ronde van Luxemburg ·
Super 8 Classic ·
Ronde van Langkawi ·
Ronde van het Münsterland ·
Ronde van Emilia ·
Parijs-Tours ·
Coppa Bernocchi ·
Ronde van de Drie Valleien ·
Ronde van Piemonte ·
Ronde van het Taihu-meer ·
Ronde van Veneto ·
Japan Cup ·
Veneto Classic